# 프랜시스 기퍼드
프랜시스 기퍼드(영어: Frances Gifford, 1920년 12월 7일 ~ 1994년 1월 16일)는 미국의 배우이다.
롱비치에서 태어났으며 패서디나에서 사망하였다. 사인은 폐기종이다.

## 영화
- 라이딩 하이 (1950년)
- 럭셔리 라이너 (1948년)
- 스릴 오브 어 로맨스 (1945년)
- 타잔 - 조니 웨이스뮬러 편 7 (1943년)
- 더 글래스 키 (1942년) - 너즈 역
- 스타 스팽글드 리듬 (1942년)
- 루이지아나 퍼처스 (1941년)
- 리럭턴트 드래곤 (1941년)
- 스미스씨 워싱톤 가다 (1939년)
- 뉴 페이스 오브 1937 (1937년)